# Al-Harik
Al-Harik (arab. الحريق) – miasto w środkowej Arabii Saudyjskiej, w prowincji Rijad. W 2010 roku liczyło około 8,5 tysiąca osób.